# Panterova muhara
Panterova muhara, tigrasta muhara, pjegava muhara ili panterka (lat. Amanita pantherina) je vrsta otrovne gljive iz porodice Amanitaceae, red Agaricales.

## Opis
- Klobuk je širok od 5 do 12 centimetara, najprije polukružan, pa otvoren, slabo mesnat, smeđesive boje, u sredini tamniji, pokriven s mnogo bradavičastih ostataka ovoja koji se lako isperu; rub klobuka tipično narebran; kožica svijetla i za kišnih dana lako ljepljiva.
- Listići su gusti, bijeli, široki i ne drže se za stručak.
- Stručak je visok od 6 do 15 centimetara, bijel, kasnije šupalj, nosi gladak vjenčić, pri dnu tipično jako zadebljanje s ostacima ovoja, s 2 do 3 nježna prstenka.
- Meso je bijelo, pomalo vlažno, u središtu klobuka malo tamnije, okus slatkast, zadah neodređen, u starih primjeraka neugodan.
- Spore su eliptične, u masi bijele, 10 x 7 – 8 μm.

## Kemijske reakcije
S fenolom se meso oboji vinskocrveno, sa sumpornom kiselinom tamnosmeđe, a s kalijevom lužinom meso postane žutonarančasto.

## Stanište
Raste ljeti i u jesen po šumama i šumskim čistinama, po 2 do 3 primjerka zajedno. 

## Upotrebljivost
Panterova muhara je smrtno otrovna, znakovi trovanja nastupaju za pola sata (od 15 minuta pa do 2 sata), što je svakako sreća, jer se brzo može pružiti pomoć. Otrov ove gljive ne može se uništiti nikakvom termičkom niti bilo kojom drugom obradom. Smrtno je opasna i zabranjena je svaka njezina upotreba u bilo kakve svrhe.

## Sličnosti
Panterova muhara ima velike sličnosti sa skupinom gljiva kojoj je predstavnik jestiva vrsta Amanita spissa (Fr.) Kummer. Sve su ove vrste iz roda Amanita jestive i bitno se razlikuju od otrovne panterove muhare po tipično narebranom vjenčiću. Postoji velika opasnost da se panterova muhara zamijeni jestivom biserkom (lat. Amanita rubescens Pers. ex Fr.) koja ima tipično narebran vjenčić a listići i meso na pritisak uskoro pocrvene. Biserka je iznutra najčešće izgrižena od crva, što meso čini crvenkastim. 

## Sinonimi
- Agaricus pantherinus DC. 1815
- Amanita pantherina f. albida R. Schulz 1924
- Amanita pantherina f. institata Cetto 1993
- Amanita pantherina var. isabellomarginata Neville & Poumarat 2004
- Amanita pantherina f. mediterranea Cetto 1987
- Amanita pantherina var. pantherina (DC.) Krombh. 1846
- Amanita pantherina f. pantherina (DC.) Krombh. 1846
- Amanita pantherina var. pantherinoides (Murrill) D.T. Jenkins 1977
- Amanita pantherina f. robusta A. Pearson 1946
- Amanita pantherina f. stramineovelata Neville & Poumarat 2004
- Amanita pantherina f. subcandida M. Traverso, Neville & Poumarat 2004
- Amanita pantherina var. vestita Velen. 1939
- Amanitaria pantherina (DC.) E.-J. Gilbert 1941
- Amanitaria pantherina f. exannulata A.G. Parrot 1966
- Amanitaria pantherina f. pantherina (DC.) E.-J. Gilbert 1941
- Venenarius pantherinoides Murrill 1912

## Slike
|  |  |  |  |  |
|  |  |  |  |  |